# رفلکس دهلیزی–چشمی

رفلکس دهلیزی-چشمی (به انگلیسی: vestibulo-Ocular reflex) آزمایشی جهت ارزیابی سلامت عملکرد ساقه مغز در بیمارانی است که در اغما بسر می‌برند.
در افراد سالم چنانچه به سرعت سر فرد را از یک سو به سوی دیگر حرکت دهیم چشم‌ها درخلاف جهت سر حرکت می‌کنند فقدان حرکت چشم‌ها نشان‌دهنده آسیب شدید در ساقهٔ مغز است.
این رفلکس‌ها به فرد کمک می‌نمایند تا هنگام حرکت دادن سر یا بدن، بتواند نگاه خود را روی هدف بینایی متمرکز و ثابت نگه دارد.
در سیستم رفلکس دهلیزی-چشمی، دو قوس رفلکسی مجزا وجود دارد که عبارتند از قوس رفلکس مجاری نیم دایره‌ای-چشمی (که قوس برتر بوده و از جنبه بالینی نیز اهمیت بیشتری دارد) و قوس رفلکس اتولیتی-چشمی.
ارزیابی رفلکس مجرای خارجی-چشمی یکی از اصلی‌ترین اجزای ارزیابی‌های دستگاه دهلیزی (برای نمونه؛ آزمون کالریک) در انسان محسوب می‌گردد. 
رفلکس اتولیتی-چشمی نیز مسئول حرکات جبرانی چرخشی و پیچشی چشم به دنبال خمیده شدن سر می‌باشد. برای نمونه، هنگامی که شیئ نزدیک در حال نظاره باشد و ناگهان سر با سرعت بالا به سمت شانه‌ها (رو به خارج) خمیده شود، حرکت چرخشی چشم‌ها در خلاف جهت خمیده شدن سر رخ می‌دهد که به آن پاسخ کانتر-رولینگ چشمی (OCR) می‌گویند.
این آزمون در موارد مشکوک به صدمه گردنی نباید انجام شود.
این آزمون میتواند یکی از آزمون های اثبات مرگ مغزی باشد.